# 岩帅
岩帅是云南省沧源佤族自治县历史上的一个佤族部落，位于今县境的东部。末任岩帅头人是田兴武。清光绪二十八年（1902年）曾在此设岩帅土都司，光绪二十九年（1903年）改为岩帅粮目官职，名义上“岩帅粮目”官职一直保存到1949年中华人民共和国政权入主岩帅方才废止。

## 历史
根据传说，最早由一名叫赵岩帅的佤族头人率领佤族从原居的绍兴、绍帕等地（今缅甸境内）迁移到今岩帅地区，并驱逐拉祜族离开此地，佤族开辟村寨，故名“岩帅”寨。沧源东部地区最早强盛的是贺南寨，由李姓和赵姓执掌统治，周围村寨每年向其交税纳贡。后来岩帅田氏势力壮大，并逐渐改变了各寨与贺南寨的附庸关系，进而取代了贺南赵李二氏的统治地位。清光绪十六年（1890年），清军进驻沧源东部地区，以岩帅为中心委任各寨头人为粮长征派粮税，使得岩帅在沧源县的政治中心地位逐渐形成。1935年岩帅部落多个村寨因宗教矛盾联合进攻勐角董土司，攻入土司所在地勐董，后因中华民国政府方斡旋，岩帅赔款银元4驮:645。民国三十年（1941年），岩帅部落与耿马和双江土司发生武装冲突，二土司战败，向岩帅头人纳贡赔款。1948年，受到中共地下党员李培伦的宣传，时任岩帅头人田兴武对共产党有了正面认识。隔年2月，迆南边区人民自卫军第一支队政委王松在澜沧的木戛向田兴武发出公函，协议“和平解放”沧源，二田接受之。1949年4月，沧源县临时人民政府在岩帅成立，缅宁专员公署任田兴武为临时人民政府县长。1951年4月24日，李弥的部下葛家壁率云南反共救国军攻入永和，6月15日攻入岩帅，田兴武率部800餘人投向反共救国军，7月2日隨軍撤到缅甸。:516-517,628,652:26:85-87

### 陈汝珍被害案
1940年3月13日，原第三任沧源设治局长陈汝珍因强征勒索以及宗教威胁，在岩帅被班糯村的基督徒刀砍身亡。澜沧县派肖百万率300名武装人员赴沧源解决陈汝珍被害案，遭基督教民聚众反抗，遂折返澜沧。4月，第一行政督察区派符继桓率100余人赴岩帅查处陈汝珍被害案，在山头向岩帅寨内赶集的人群开炮，打死1人，三天后被岩帅居民聚众反击退回澜沧。1941年，第一区调遣澜沧、双江和景谷三个县的正规军和民团2,000余人围攻岩帅，历时四个月，战死11人伤23人，平息了这场动乱，是为“大队之战”。1948年4月，因班糯村挑衅岩帅，加之岩帅头人不满1940年班糯人在岩帅杀害陈汝珍一事，岩帅出兵讨伐班糯，将班糯下寨攻破烧毁。:10-12

## 政治
岩帅部落在势力强大后实行了比较稳固的政治制度，酋长王位不执行世袭制，曾有赵、李、肖、田四个姓氏多代头人。赵氏统治历史较长，后期田氏势力强大，赵田二氏对岩帅部落的社会事务进行分工，赵氏负责部落外交，田氏负责来往官吏和商贾的接待。1941年大队之战后，田氏执掌军政大权，赵氏仍然为“布景”。:517,628:27
岩帅部落下设“大伙头”（Dax grox），再分设“郎家”（Dax lam）。各村寨自设“布景”（Dax gōun）、“管事”（Dax brong）和“伙头”（Dax grox）。布景是创建村寨的族系，负责村寨的行政事务；大伙头负责征收粮款。:517:27

## 管辖区域
岩帅部落行政区域辖18个郎（即村寨）：贺科、南骂、央木甲、杨乃、班驮、芒追、东勐、岩丙、贺勐、贺南、安拐、班奈、班色、班坝、东米、岩肖、公曼、小芒勐。:517:27

## 军事
岩帅部落无固定的武装军队，兵役依战事而定。1941年田子昌获云南省主席龙云委任为“岩帅守备司令”后，常备正规军86人，遇战事可征调300至1,000人的兵力，配备有机枪和迫击炮。1949年4月底，田兴文率岩帅武装226人赴缅宁接收中国共产党改编，被整编为“迆南边区人民自卫军第一支队第十大队”；田子昌率86人留守岩帅，被编为“佧佤山”守备大队。:517:27